# Greg Byrne
Pour les articles homonymes, voir Byrne.
Greg Byrne, né le 14 avril 1960 à Harvey, au Nouveau-Brunswick, est un avocat et un homme politique canadien, anciennement député libéral de Fredericton-Lincoln à l'Assemblée législative du Nouveau-Brunswick et ministre.

## Biographie
Greg Byrne étudie à l'école secondaire de Fredericton. Il obtient ensuite un baccalauréat en arts à l'Université St. Thomas en 1984 puis un baccalauréat en droit à l'Université du Nouveau-Brunswick en 1987.
Après ses études, il devient chef du cabinet du ministre de l'Enseignement supérieur et de la Formation. En 1989, il rejoint à titre d'associé au cabinet d'avocats Whitehead, Bird, Miles & Byrne, à Fredericton. Il est alors membre du Barreau du Nouveau-Brunswick, de la Division du Nouveau-Brunswick de l’Association du Barreau canadien et de la York-Sunbury Law Society.
Greg Byrne est membre de l'Association libérale du Nouveau-Brunswick. Il est élu à la 53e légilsature pour représenter la circonscription de Fredericton-Fort Nashwaak à l'Assemblée législative du Nouveau-Brunswick le 11 septembre 1995, lors de la 53e élection générale. Il est assermenté membre du Conseil exécutif peu après et nommé ministre de la Justice et Procureur général, ministre d’État aux Mines et à l’Énergie et ministre responsable de Services Nouveau-Brunswick. Le Premier ministre Frank McKenna le nomme aussi leader parlementaire du gouvernement. Il siège aussi au Conseil de gestion ainsi qu'aux comités des priorités et de la planification du Cabinet provincial, au Comité d’administration de l’Assemblée législative et au Comité spécial sur l’énergie. Il préside le Comité permanent de modification des lois et le Comité spécial sur les prix de l’essence.
Il perd son siège de député lors de la 54e élection générale, le 7 juin 1999[réf. souhaitée]. Il est ensuite coprésident de la campagne de Shawn Graham à la chefferie de l'Association libérale du Nouveau-Brunswick en 2003. Il est élu président de l'association la même année et réélu en 2005.
Greg Byrne est élu à la 56e législature du Nouveau-Brunswick dans la nouvelle circonscription de Fredericton-Lincoln le 18 septembre 2006, lors de la 56e élection générale. Le 3 octobre 2006, dans le gouvernement de Shawn Graham, Greg Byrne est assermenté ministre des Entreprises Nouveau-Brunswick, ministre responsable de Services Nouveau-Brunswick, ministre responsable du Secrétariat de l'immigration et du rapatriement, ministre responsable de la réduction des formalités administratives, ministre responsable du Secrétariat de la croissance démographique et ministre responsable de Communications Nouveau-Brunswick. Lors du remaniement ministériel du 22 juin 2009, il est nommé ministre des Finances, ministre responsable de la Société des alcools du Nouveau-Brunswick, ministre responsable de la Société de gestion des placements du Nouveau-Brunswick et ministre responsable de la Société des loteries et des jeux du Nouveau-Brunswick. Jack Keir occupe son poste par intérim lors de sa convalescence d'une chirurgie. En janvier 2010, Shawn Graham nomme à nouveau Greg Byrn leader parlementaire.
Il est candidat à sa succession lors de la 57e élection générale, qui se tient le 27 septembre 2010, mais n'est pas réélu.
Greg Byrne représente le public au conseil d’administration de l’Association des infirmières et infirmiers du Canada et est membre du Marysville Heritage Committee et du comité du Northside Health Centre de Fredericton. Il est aussi membre du conseil d’administration de Youth in Transition Fredericton Inc. et de l’Irish Canadian Cultural Association of New Brunswick. Il fait partie du conseil d’administration de la Corporation hospitalière de la Région 3 en tant que président du comité sur les règlements administratifs et la gouvernance, et il est représentant du public au conseil de l’Association des ingénieurs du Nouveau-Brunswick. Il est président de l’association des anciens de l'Université St. Thomas et membre de son Conseil des gouverneurs.